# Xylophanes laelia
Xylophanes laelia är en fjärilsart som beskrevs av Druce 1881. Xylophanes laelia ingår i släktet Xylophanes och familjen svärmare. Inga underarter finns listade i Catalogue of Life.